# سلستين الرابع
البابا سلستين الرابع (توفي في 10 نوفمبر 1241) هو بابا الكنيسة الكاثوليكية لفترة وجيزة امتدت من 25 أكتوبر 1241 وحتى وفاته.
ولد سلستين الرابع في ميلانو باسم غوفريدو دا كاستيليوني (بالإيطالية: Goffredo da Castiglione)، وتدعي بعض المصادر أنه ابن إحدى شقيقات البابا أوربان الثالث، ولكن هذا الادعاء لا يجد ما يؤيده.
لا يعرف شيء عن حياة سلستين الرابع المبكرة قبل أن يصبح مستشارًا لكنيسة ميلانو. وقد رسمه البابا غريغوري التاسع كاردينالًا في 18 سبتمبر 1227، إلى جانب رعوية كنيسة سان ماركو في روما، ثم جعله سفيرًا له في لومبارديا وتوسكانيا، اللتين كانتا تدينان بالولاء للإمبراطور فردريك الثاني. وقد كان ابتعاث غوفريدو إلى هاتين المدينتين محاولة لاجتذاب المدينتين إلى نفوذ الرعوية الكنسية، ولكن هذه المحاولة باءت بالفشل. وفي سنة 1238 رسم غوفريدو أسقفًا لأبرشية سابينا.
في 25 أكتوبر 1241 انتخب أسقف سابينا غوفريدو دا كاستيليوني لكرسي البابا بأصوات سبعة كاردينالات لا غير، وتسمى باسم سلستين الرابع، ولكن ولايته لم تدم إلا سبعة عشر يومًا لم يقم أثناءها بأي عمل ذا بال من أعمال منصبه؛ إذ توفي في 10 نوفمبر 1241 ودفن في كاتدرائية القديس بطرس.